# ابوطیب
ابو طَـیِّـب کنیه‌ای در زبان عربی است و کنیهٔ افراد زیر است:
- ابراهیم مواهبی
- ابوالطیب لغوی
- سند بن علی
- شهاب‌الدین حجازی
- ابوطیب متنبی